# 유닛 7
《유닛 7》(스페인어: Grupo 7)은 2012년 공개된 스페인의 영화이다.

## 출연

### 주연
- 안토니오 데 라 토르레
- 마리오 카사스

### 조연
- 호아킨 누녜즈
- 인마 케스타
- 줄리안 빌라그란
- 카를로스 올라라
- 디아나 라자로
- 에스테파니아 데 로스 산토스

## 기타
- 의상: 페르난도 가르시아